# Autovía A-49
Die Autovía A-49 oder Autovía del Quinto Centenario ist eine Autobahn in Spanien und Teil der Europastraße 1. Die früher als Autopista bezeichnete Autovía del Quinto Centenario, A-49, beginnt in Sevilla und endet an der Grenze zu Portugal in Ayamonte.
Diese Autobahn wurde in zwei Phasen erbaut. Die erste Phase, von km 0 bis km 85, am Ortseingang von Huelva, wurde im Jahre 1991 anlässlich der Feier der Weltausstellung von 1992, daher auch der Name der Autobahn abgeschlossen. Ende 2002 wurde der weiterführende Teil zur Grenze zu Portugal in Ayamonte eröffnet.

## Streckenverlauf

### Abschnitt
| Position | Kurzbezeichnung des Abschnitts | Abschnitt                                                    | km   | Eröffnung7 |
| -------- | ------------------------------ | ------------------------------------------------------------ | ---- | ---------- |
| 1        | A-49                           | Sevilla-Castilleja de la Cuesta                              | 3,6  | 1969       |
| 2        | A-49                           | Castilleja de la Cuesta-Sanlúcar la Mayor                    | 13   | 1977       |
| 3        | A-49                           | Sanlúcar la Mayor-Chucena                                    | 17,2 | 1990       |
| 4        | A-49                           | Chucena-Bolullos Par del Condado/La Palma del Condado        | 13,8 | 1989       |
| 5        | A-49                           | Bolullos Par del Condado/La Palma del Condado-Niebla/Bonares | 12   | 1989       |
| 6        | A-49                           | Niebla/Bonares-San Juan del Puerto                           | 15,1 | 1989       |
| 7        | A-49                           | San Juan del Puerto-Huelva                                   | 9,1  | 1981       |
| 8        | A-49                           | Huelva(San Juan del Puerto)-Ayamonte                         | 56,4 | 2001       |
| 9        | A-49                           | Ayamonte-Puente Internacional del Guadiana                   | 3    | 1991       |

### Streckenführung
| Position | höchstzulässige Geschwindigkeit (km/h) | Fahrbahnen | Richtung (Portugal) | Bemerkungen                                                                        | Fahrbahnen | Richtung (Sevilla)                                                                 | Anschluss an           | Bemerkungen                                  |
| -------- | -------------------------------------- | ---------- | ------------------- | ---------------------------------------------------------------------------------- | ---------- | ---------------------------------------------------------------------------------- | ---------------------- | -------------------------------------------- |
| 1        | 60                                     | 3          |                     | Beginn der Autopista del V Centenario                                              | 3          | weiter als Avda. Cristo de la Expiración Plaza de Armas (Bushaltestelle)           |                        | Ende der Autobahn                            |
| 2        | 80                                     | 3          |                     | Guadalquivir                                                                       | 3          | Guadalquivir                                                                       |                        |                                              |
| 3        | 80                                     | 3          |                     | SE-30 E-5 A-4 Córdoba A-66 Mérida                                                  | 3          | E-5 A-4 Córdoba Cádiz A-66 Mérida Autovía A-92 Granada                             | SE-30 Europastraße 803 | Staugefahr                                   |
| 4        | 80                                     |            | 0B                  | SE-30 Coria del río Autovía A-92 Granada Europastraße E-4 A-4 Cádiz                |            | Staugefahr                                                                         |                        |                                              |
| 5        | 80                                     |            | 1                   | Camas La Pañoleta                                                                  | 3          | Camas La Pañoleta                                                                  | A-8077                 | Staugefahr                                   |
| 6        | 80                                     | 3          |                     | Tomares Coca de la Piñera                                                          | 3          | Tomares Coca de la Piñera                                                          |                        | Staugefahr Gewichtsbeschränkung (3,5 Tonnen) |
| 7        | 80                                     | 3          | 2                   | Castilleja de la Cuesta Tomares Centros Comerciales IKEA – AIRESUR                 | 3          | Castilleja de la Cuesta Tomares Centros Comerciales IKEA – AIRESUR                 | SE-3403                | Staugefahr                                   |
| 8        | 110                                    | 3          | 3                   | Castilleja de la Cuesta Bormujos                                                   | 3          | Castilleja de la Cuesta Bormujos                                                   | A-474                  | Staugefahr                                   |
| 9        | 100                                    | 3          | 5                   | Gines Bormujos Universidad C.E.U Hospital San Juan de Dios                         | 3          | Gines Bormujos Universidad C.E.U Hospital San Juan de Dios                         | A-8062                 | Staugefahr Baustelle                         |
| 10       | 100                                    | 3          |                     | Arroyo de Riopudio                                                                 | 3          | Arroyo de Riopudio                                                                 |                        |                                              |
| 11       | 100                                    | 3          |                     | Einlass in die SE-30 (in Planung)                                                  | 3          | Einlass in die SE-30 (in Planung)                                                  | SE-40                  |                                              |
| 12       | 120                                    |            | 11                  | Umbrete Bollullos de la Mitación Pol. Ind. PIBO                                    | 3          | Umbrete Bollullos de la Mitación Pol. Ind. PIBO                                    | A-8059                 |                                              |
| 13       | 120                                    |            | 14                  | Umbrete Benacazón                                                                  | 3          | Umbrete Benacazón                                                                  | SE-3308                |                                              |
| 14       | 120                                    |            | 16                  | Sanlúcar la Mayor Estación de Sanlúcar la Mayor Benacazón Estación de Benacazón    | 3          | Sanlúcar la Mayor Estación de Sanlúcar la Mayor Benacazón Estación de Benacazón    | A-473                  |                                              |
| 15       | 120                                    |            |                     | Ferrocarril Sevilla-Huelva                                                         | 3          | Ferrocarril Sevilla-Huelva                                                         | SE-3308                |                                              |
| 16       | 120                                    |            |                     | Guadiamar                                                                          | 3          | Guadiamar                                                                          |                        |                                              |
| 17       | 120                                    |            | 23                  | Huévar                                                                             | 2          | Huévar                                                                             |                        |                                              |
| 18       | 120                                    |            |                     | Ferrocarril Sevilla-Huelva                                                         | 2          | Ferrocarril Sevilla-Huelva                                                         |                        |                                              |
| 19       | 120                                    |            | 28                  | Carrión de los Céspedes Pilas                                                      | 2          | Carrión de los Céspedes Pilas                                                      | A-8153 A-8061          |                                              |
| 20       | 120                                    |            |                     | Provinz Huelva                                                                     | 2          | Provinz Sevilla                                                                    |                        |                                              |
| 21       | 120                                    |            | 34                  | Chucena Hinojos                                                                    | 2          | Chucena Hinojos                                                                    | A-481                  |                                              |
| 22       | 120                                    |            |                     | Área de Servicio de Chucena                                                        | 2          | Área de Servicio de Chucena                                                        |                        | Ruhezone                                     |
| 23       | 120                                    |            | 48                  | La Palma del Condado Bollullos Par del Condado Almonte-Nationalpark Coto de Doñana | 2          | A-493 A-483                                                                        |                        |                                              |
| 24       | 120                                    |            | 50                  |                                                                                    | 2          | La Palma del Condado Bollullos Par del Condado Almonte-Nationalpark Coto de Doñana | A-493 A-483            |                                              |
| 25       | 120                                    |            | 53                  | Rociana del Condado-Villarrasa                                                     | 2          | Rociana del Condado-Villarrasa                                                     | HU-4102                |                                              |
| 26       | 120                                    |            | 60                  | Niebla Bonares                                                                     | 2          | Niebla Bonares                                                                     | A-484 A-5001           |                                              |
| 27       | 120                                    |            |                     | Río Tinto                                                                          | 2          | Río Tinto                                                                          |                        |                                              |
| 28       | 120                                    |            |                     | Ferrocarril Sevilla-Huelva                                                         | 2          | Ferrocarril Sevilla-Huelva                                                         |                        |                                              |
| 29       | 120                                    |            | 75                  | Trigueros San Juan del Puerto Mazagón Playas                                       | 2          | Trigueros San Juan del Puerto Mazagón Playas                                       | N-345 A-494            |                                              |
| 30       | 120                                    |            |                     | Área de Servicio de Trigueros                                                      |            | Área de Servicio de Trigueros                                                      |                        |                                              |
| 31       | 120                                    |            | 77                  | Huelva Universität Huelva Hospitales Infanta Elena y Juan Ramon Jiménez            | Gabelung   | Huelva Universität Huelva Hospitales Infanta Elena y Juan Ramon Jiménez            | H-31                   |                                              |
| 32       | 120                                    |            | 81                  | Alcaria Torre la Riberabr /> Centro Penitenciario                                  | 2          | Alcaria Torre la Riberabr /> Centro Penitenciario                                  | HU-1417                |                                              |
| 33       | 120                                    |            |                     | Rivera de la Nicoba                                                                | 2          | Rivera de la Nicoba                                                                |                        |                                              |
| 34       | 120                                    |            | 91                  | Gibraleón Huelva (nord)                                                            | 2          | Gibraleón Huelva (nord)                                                            | H-30 N-431             |                                              |
| 35       | 120                                    |            |                     | Odiel                                                                              | 2          | Odiel                                                                              |                        |                                              |
| 36       | 120                                    |            | 94                  | Gibraleón                                                                          | 2          | Gibraleón                                                                          | HU-3402                |                                              |
| 37       | 120                                    |            | 99                  | Aljaraque Cartaya Playas                                                           | 2          | Aljaraque Cartaya Playas                                                           | A-492 N-431            |                                              |
| 38       | 120                                    |            |                     | Área de ServicioPinares de Cartaya                                                 | 2          | Área de ServicioPinares de Cartaya                                                 |                        |                                              |
| 39       | 120                                    |            | 105                 | Tariquejo Cartaya                                                                  | 2          | Tariquejo Cartaya                                                                  | HU-3402                |                                              |
| 40       | 120                                    |            | 113                 | Lepe (ost)                                                                         | 2          | Lepe (ost)                                                                         | N-444                  |                                              |
| 41       | 120                                    |            | 117                 | Lepe (west) Villablanca                                                            | 2          | Lepe (west) Villablanca                                                            | A-493 A-483            |                                              |
| 42       | 120                                    |            | 122                 | Isla Cristina                                                                      | 2          | Isla Cristina                                                                      | N-446                  |                                              |
| 43       | 120                                    |            | 125                 | Villablanca                                                                        | 2          | Villablanca                                                                        | A-499                  |                                              |
| 44       | 120                                    |            | 129                 | Ayamonte                                                                           | 2          | Ayamonte                                                                           | N-431                  |                                              |
| 45       | 120                                    |            | 131                 | Ayamonte (nord) Playas Parador de Ayamonte                                         | 2          | Ayamonte (nord) Playas Parador de Ayamonte                                         | N-447                  |                                              |
| 46       | 80                                     |            |                     | Algarve Vila Real de Santo António                                                 | 2          | Andalusien Provinz Huelva                                                          |                        |                                              |
| 47       | 80                                     |            |                     | Ende der Autopista del V Centenario (A-49)                                         | 2          | Beginn der Autopista del V Centenario (A-49)                                       | A-22 E-1               |                                              |
| 48       | 80                                     |            |                     | Gibraleón                                                                          | 2 M        | Gibraleón                                                                          |                        |                                              |
| 49       | 80                                     |            |                     | Beginn der Via Infante de Sagres                                                   | 2          | Ende der Vía Infante de Sagres                                                     | A-49 E-1               |                                              |

## Wichtige Ortschaften entlang der Strecke
- Sevilla
- Huelva
- Ayamonte